# Història de la programació lineal
Els fonaments matemàtics de la programació lineal es deuen en gran part al matemàtic nord-americà d'origen hongarès (Janos) John Von Neumann (1903-1957), que el 1928 va publicar el seu famós treball Teoria dels jocs. Aquesta teoria no estava lligada en principi amb la programació lineal, però més tard es demostrà que anaven relacionades, particularment en el concepte de dualitat.
Una altra aportació a la programació lineal va ser donada el 1932 per Wassily Leontief en què va fer un model industrial per a l'entrada i sortida de l'economia americana. Aquest model consistia en un conjunt de restriccions lineals, però aquest model mancava de funció objectiu a ser optimitzada.
L'enfocament general de la programació lineal es va considerar seriosament a finals dels anys trenta i principis dels quaranta, quan es va formular i resoldre diferents problemes.
Alguns d'aquests problemes de la programació lineal són els de Frank Lauren Hitchcock; especialment important és el que presentà l'any 1941, que seria conegut amb el nom del problema de transport. Posteriorment George Stigler va presentar el 1945 un altre tipus de problema, anomenat problema de la dieta.
Durant la Segona Guerra Mundial, a Anglaterra es va crear un grup de científics anomenat Grup d'Investigació d'Operacions Militars, que tenia com a funció trobar solucions als problemes militars tant en el pla tàctic com en l'estratègic. Alguns d'aquests problemes consistien a determinar la dimensió convenient dels combois militars, elaborar plans d'atac per fer més dany a l'enemic, problemes relacionats amb la planificació, etc.
Cal remarcar el nom de George B. Dantzing, ja que va ser una de les persones més importants en l'evolució de la programació lineal, ja que el 1947, va marcar un punt i a part amb el mètode del símplex. Aquest mètode va permetre resoldre problemes més grans i complexes, ja que, en ser possible la seva programació en computadores, es va reduir el temps i la dificultat de la resolució dels problemes més comuns en la indústria. Posteriorment, al generalitzar-se l'ús dels ordinadors personals es van posar a l'abast de tot el món paquets de programes eficients que resolien ràpidament problemes de mitjana complexitat i dimensions.
La programació lineal es va especialitzar durant els anys posteriors en problemes de control d'inventaris, assignació de recursos, línies d'espera, etc.